# Boehmeria radiata
Boehmeria radiata là loài thực vật có hoa trong họ Tầm ma. Loài này được Bürger mô tả khoa học đầu tiên năm 1975.